# Pan Club Århus
 For alternative betydninger, se Pan (flertydig). (Se også artikler, som begynder med Pan)
PAN Club Århus var et diskotek med tilhørene Cafe og gårdhave beliggende i Jægergårdsagde 42 i bydelen Frederiksbjerg i Aarhus, som henvendte sig til LGBT-miljøet. Stedet åbnede i 1976 og lukkede i 2006 efter en mislykket relancering og ombygning tidligere samme år. Stedet var oprindeligt drevet af LGBT Danmark som havde til huse i baghuset på samme adresse (Dengang; forbundet af 1948, og senere LBL, Landsforeningen for bøsser og lesbiske) men har siden 1994 haft forskellige private ejere.
PAN Club Århus var den første og længstlevende af Pan natklubberne, dog havde LBL drevet en restaurant med med tilhørende bar fra 1970-1979 i København med navnet 'PAN'.

## Historie
Forbundet af 1948 (LBL, i dag LGBT Danmark) havde allerede siden 1970 drevet en restaurant bar og natklub i Nybrogade 2 ved navn PAN Klub, stedet var drevet af frivillige, og i 1976 åbnede LBL PAN Club Århus og den blev dermed Aarhus første officielle natklub for homoseksuelle. PAN Club Aarhus var et moderne diskotek som var med på 70'ernes mode, hvor PAN Klub i København derimod i dag beskrives som at "Virke lidt bleg og farveløs. Stemningen var her mere “dagligstueprægede” end de øvrige steder"  På dette tidspunkt eksisterer der kun officielt G Club i et baghus i forbindelse med en SEX biograf i Aarhus  Placeringen i Jægergårdsagde For PAN Club Århus på Frederiksbjerg er nu som dengang, en populær gade for beværtninger. Natklubben havde lokalerne som vendte ud mod selve gaden, samt arealet i gården, imens LBLs kontorer, mødelokaler, bibliotek mm holdt separat i Baghuset.
I 1979 lukkede PAN Klub i København, men allerede i 1980 åbner Pan (København) i Knabrostræde 3, efter erfaringerne fra Nybrogade og Aarhus.
Kæden blev udvidet til Odense og Aalborg i 1986, samt Kolding i 1988 og Aabenraa i 1990, de i alt seks natklubber og forlaget PAN blev alle drevet som filialer af PAN A/S ejet af LBL.
I 1994 gik selskabet dog i betalingsstandsning og en midlertidig ledelse fik til opgave at sælge alt fast ejendom og afhænde eller nedlægge alle PAN klubberne rundt om i landet. Dette lykkedes kun at sælge Pan Club i Aarhus som den eneste af Pan Klubberne, som dermed var den sidste og eneste. LBLs lokalafdeling i Aarhus, bibeholdte likalerne i baghuset som lejemål. Iværksætter Thorstein Viggoson åbnede dog i 1996 en natklub med samme navn og koncept på PAN Clubs tidligere adresse i København. Denne eksisterede indtil 2007.
I 2002 fik PAN Club Århus igen ny ejer som kørte stedet videre til 2005 hvor der dog opstod økonomiske problemer grundet svigtende antal gæster. Efter en midlertidig lukning som kom tom at vare flere måneder, forsøgte nye kræfter sig med en ombygning og relancering i 2006, som dog ikke lykkedes.
Efter 30 år lukker Danmarks længstlevende PAN Club. LBLs Lokalafdeling fortsatte med at holde til i Baghuset indtil 2008 hvor de flyttede sammen med Kvindehusforeningen af 8. marts 1992 I Mejlgade 71 hvor der i forvejen bla mange andre aktiviteter bliver drevet Cafe Sappho med baraftener i weekenden, på daværende tidspunkt primært henvendt til lesbiske  .
Den midlertidige lukning og den endelige lukning af PAN i Aarhus, tilskrives at der i 2005 var åbnet en stor 3-etagers, mere moderne LGBT natklub ved navn BLENDER, med endnu mere attraktiv beliggenhed i Aarhus Centrum.  BLENDER måtte dog selv lukke i 2009 efter åbningen af natklubben G-BAR i Skolegade som eksisterer den dag i dag, og henvender sig til LGBT miljøet. Ligesom ved lukningen af Pan Club i København året efter, blev det også set som en konsekvens af den større mangfoldighed i nattelivet .